# Jackson Guitars

Logo.

Jackson Guitars of Jackson is een van oorsprong Amerikaanse gitaarbouwer. Grover Jackson begon begin jaren 80 met het bouwen van maatwerkgitaren voor gitaristen die hoge eisen aan hun gitaar stelden. Dit is voortgekomen uit het aanpassen van bestaande gitaren onder de merknaam Charvel, dat onderdelen vervaardigde voor het ruigere gitaarwerk. Jackson was een van de eerste fabrikanten van zogenaamde Superstrats.

## Geschiedenis/Ontstaan

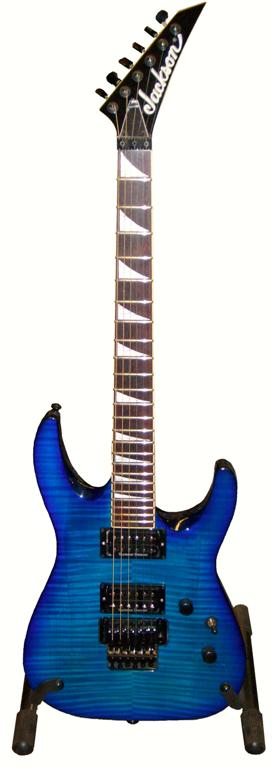
Jackson DK 2

Toen de jonge gitaarspeler Randy Rhoads (Ozzy Osbourne) bij Grover Jackson kwam met de vraag om of hij een volledig custom gitaar kon bouwen voor hem zei Grover dat hij dit kon proberen. Hier stamt het legendarische RR model vanaf, een V vorm met scherpe lijnen, bestaand uit 1 korte en 1 lange punt. Er werd een prototype gemaakt van deze gitaar, waar Randy vaak mee te zien is voor zijn dood. Dit prototype is later in kleine oplages nagemaakt onder de naam Concorde, herkenbaar aan zijn iets minder agressieve vormen. 
Randy mocht het niet meer meemaken de voltooide versie van zijn droomgitaar in productie te zien gaan, hij is overleden tijdens een klein vliegtochtje, dat fataal werd vanwege een roekeloze stunt. 
Grover Jackson besloot zijn naam vanaf dat moment op zijn gitaren te zetten.

## Het huidige Jackson
Jackson staat verder bekend om zijn afwijkende modellen zoals de King V, Kelly, Warrior, Randy Rhoads en Dinky. Jackson maakt deze tegenwoordig nog steeds. Net zoals in het verleden is het nog steeds een gewilde Metal-gitaar, met een grote aanhang van spelers.

## FMIC periode
Jackson Guitars is niet meer in bezit van Grover Jackson. De hele custom shop en Japanse importfabriek is verkocht aan het Fender-concern (FMIC). Door de verkoop zijn de custom shop-prijzen 2,5 maal zo duur geworden, en zijn ook de import en USA standard-lijn fors in prijs gestegen. Jackson heeft hierdoor een groot aantal bekende gitaristen verloren aan merken als ESP die voor minder geld vergelijkbare instrumenten konden maken. De klantenservice is volgens velen ook niet in positieve zin veranderd, de custom shop maakt veel fouten bij hun orders, en wachttijden lopen op tot anderhalf jaar. Er zijn nog veel trouwe aanhangers, en begint het aantal bekende spelers weer een beetje in de lift te komen, met veel jong talent.

## Custom Shop
Naast de USA standard & import lijn staat Jackson Guitars vooral bekend om zijn custom shop. Van de legendarische San Dimas modellen tot de huidige creaties, veel gitaristen gaan nog steeds uitsluitend voor Jackson gitaren. De kwaliteit is volgens velen nog steeds ongeëvenaard, mede door de nog steeds aanwezige masterbuilders, die al vanaf het begin in de custom shop werken. Tegenwoordig is de custom shop in het hoofdkwartier van Fender gevestigd.

## Charvel/Charvette
In 1979 nam Grover Jackson Charvel over van Wayne Charvel. Het gitaarmerk vormde in de jaren 1980 en 1990 samen met Jackson Charvel/Jackson, en heeft door de jaren heen een aantal gewilde modellen op de markt gebracht. De productie was in Japan en vanaf 1993 in Zuid-Korea. Veel Charvel modellen uit die periode hadden stijlkenmerken van Jackson gitaren. Sinds de overname door Fender in 2001 zijn beide merken minder met elkaar verweven en zijn er weer duidelijke stijlverschillen. Vanaf de overname door Fender bestond Charvel een tijd lang uit een custom shop in de VS, en was er tevens een lijn betaalbare doch kwalitatief goede in Azië geproduceerde gitaren voor de gevorderde (amateur) gitarist. Tegenwoordig zijn de productielijnen van Charvel in de Fender-fabrieken in Californië en Mexico. Charvette was de goedkope importlijn van Charvel/Jackson die in Japan en later in Zuid-Korea werden geproduceerd.

## Jackson Stars
Jackson Stars Is de Japanse custom shop die tevens een standaard lijn heeft, met semi-custom gitaren. Na een officiële beëindiging van het contract met Jackson om hier een aantal modellen te maken in opdracht werd Jackson Stars genoodzaakt zijn naam te veranderen in het huidige, omdat er geen licentie was om Jackson als merknaam aan te houden. Wel is er een licentie die Jackson Stars het recht geeft de originele vormen te maken, inclusief de trademarks. Een aantal importmodellen van Jackson zelf wordt desondanks nog steeds in deze fabriek vervaardigd. 
De Japanse fabriek is veelal geroemd om hun sublieme kwaliteit, wat mede een reden van de contractbreuk was. Jackson wilde niet dat de Japanse fabriek gitaren bleef maken die gelijk waren aan de duurdere USA gitaren. De in de jaren 90 gebouwde Pro serie Jacksons zijn nog steeds gewilde gitaren van sublieme kwaliteit.